# 水野健
水野 健（みずの けん、1995年5月1日 - ）は、日本の元ラグビー選手。

## プロフィール
- 奈良県出身[1]。
- ポジションはプロップ(PR)。
- 身長 178cm、体重 110kg
- 関西学生代表に選ばれたことがある[2]。

## 略歴
2014年、天理高校卒業後、天理大学に入る。
2018年、天理大学卒業後、豊田自動織機シャトルズ(現・豊田自動織機シャトルズ愛知)に加入。
2022年、現役を引退した。